# Reynauds coua
De Reynauds coua (Coua reynaudii) is een vogel uit de familie Cuculidae (koekoeken). De vogel is genoemd naar de Franse natuuronderzoeker Auguste Reynaud.

## Verspreiding en leefgebied
Deze soort is endemisch in noordwestelijk en oostelijk Madagaskar.